# Balthasar Gerhard Hanneken (Geistlicher, 1678)
Balthasar Gerhard Hanneken (* 28. April 1678 in Lübeck; † 19. Dezember 1751 ebenda) war ein deutscher evangelisch-lutherischer Geistlicher, Hauptpastor am Lübecker Dom und Senior.

## Leben

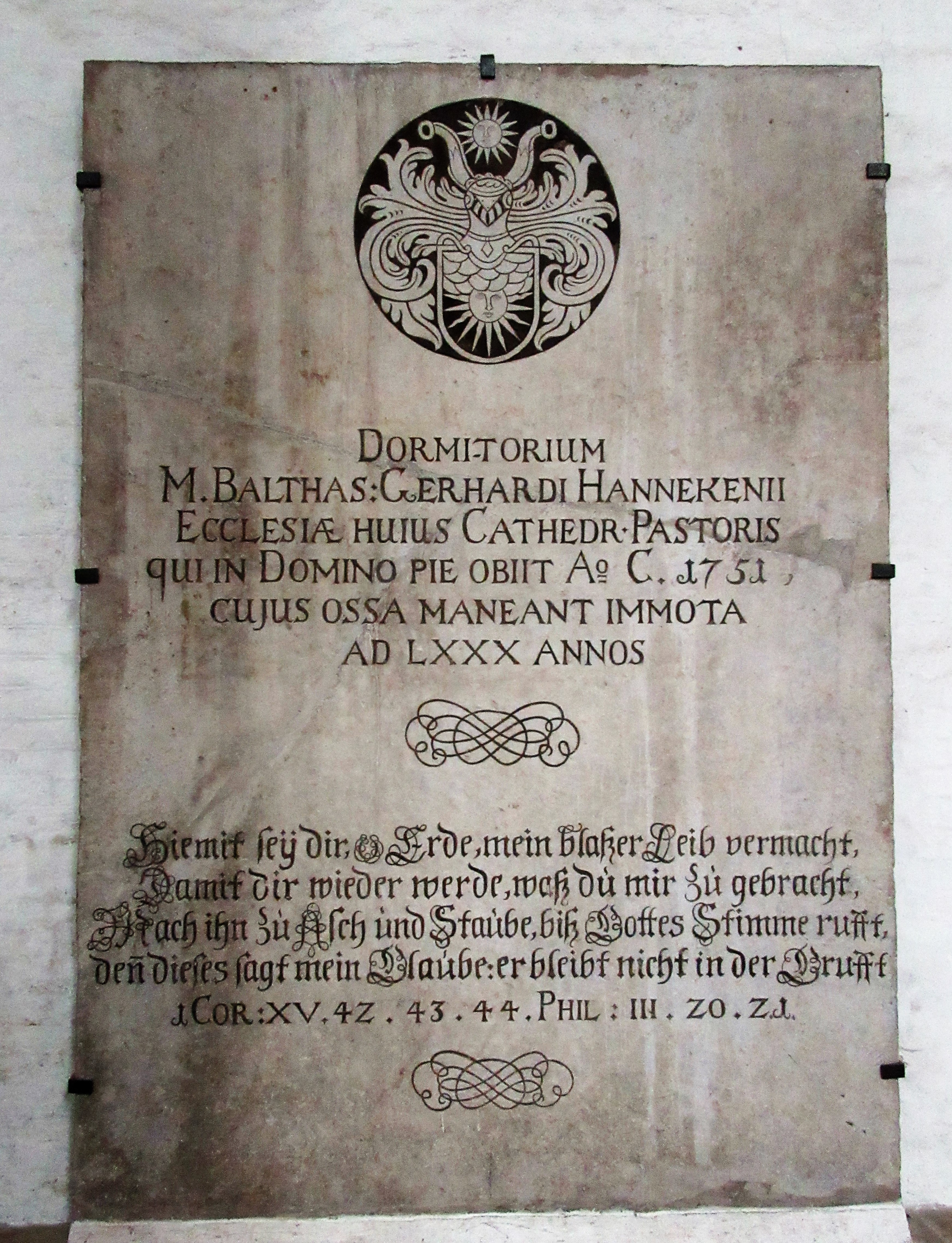
Grabstein

Balthasar Gerhard Hanneken war ein Sohn des gleichnamigen Hauptpastors der Marienkirche Balthasar Gerhard Hanneken (Geistlicher, 1641) und seiner Frau Catharina, geb. Stolten, sowie Enkel von Menno Hanneken.
Er besuchte das Katharineum zu Lübeck, hielt 1697 eine lateinische Abschiedsrede de Symbolo Conradi II. und studierte dann Evangelische Theologie an der Universität Wittenberg, insbesondere bei seinem Onkel Philipp Ludwig Hanneken, bei dem er auch wohnte. Am 27. April 1699 wurde er Magister. Anschließend unternahm er eine Studienreise durch Skandinavien, kam 1700 nach Kopenhagen und ging dann nach Lund, Göteborg, Stockholm und Uppsala. Nach seiner Rückkehr ging er für ein Jahr an die Universität Kiel, disputierte hier unter dem Vorsitz von Heinrich Opitz und unterzog sich dann dem Theologischen Examen unter dem Lübecker Senior Thomas Honstedt, seinem Onkel. 1704 ging er nochmals für einen Sommer nach Kopenhagen zu Bartholomäus Botsack.
Am 8. Januar 1705 erfolgte seine Berufung zum jüngsten Prediger am Lübecker Dom. Noch im selben Jahr starb der Hauptpastor Hermann Lebermann; der Archidiaconus Christoph Wendt trat an seine Stelle, und Hanneken stieg zum Archidiaconus auf. Nach Wendts Tod wurde er am 5. Oktober 1719 auch dessen Nachfolger als Hauptpastor.
Am 4. Juli 1743 wählte ihn das Lübecker Geistliche Ministerium als Nachfolger des verstorbenen Jacob von Melle zu seinem Senior. Am 18. Oktober 1746 beging er das 100-jährige Amtsjubiläum seiner Familie in Lübeck.
Er war zweimal verheiratet, zunächst ab 1705 mit Catharina († 1731), einer Tochter des Lübecker Kaufmanns Gerhard von Werlen, und dann ab 1732 mit Reimoth Catharina, gen. Hübens, verwitwete Engenhagen, die schon zehn Tage nach der Hochzeit starb. Beide Ehen blieben kinderlos.
Balthasar Gerhard Hanneken wurde unter einer mächtigen Grabplatte im Querschiff des Doms vor dem Eingang zum südlichen Chorumgang beigesetzt. Er hatte diese Grabstelle schon 1728 erworben. Der mit seinem Wappen, einer lateinischen Inschrift und einem deutschen Gedicht geschmückte Grabstein wurde später an der Ostwand des südlichen Querschiffes aufgerichtet.
Meno Nicolaus Carstens, der schon seit 1731 sein Kollege am Dom gewesen war, wurde sein Nachfolger. Johann Henrich von Seelen schrieb ihm eine deutsche und eine lateinische Leichenschrift.
Hannekens Stammbuch (Freundschaftsalbum) mit Einträgen aus den Jahren 1697 bis 1704 ist in der Stadtbibliothek Lübeck erhalten.

## Schriften
- Disputatio theologica, de numero sacramentorum N.T. et de natura sacramenti. Kiel: Reuther 1701 (Digitalisat, UB Göttingen)
- Diss. theol. de oraculo Johannaeo, ex 1. epist. II, 1. 2. Kiel: Reuther 1702 (Digitalisat, Bayerische Staatsbibliothek)